# Macrodon
Macrodon is een geslacht van straalvinnige vissen uit de familie van ombervissen (Sciaenidae).

## Soorten
- Macrodon ancylodon (Bloch & Schneider, 1801)
- Macrodon mordax (Gilbert & Starks, 1904)
- Macrodon atricauda (Günther, 1880)